# Camarles
Camarles è un comune spagnolo di 2 912 abitanti situato nella comunità autonoma della Catalogna.